# Comuna Vasîlivka, Illinți
Vasîlivka (în ucraineană Василівка) este o comună în raionul Illinți, regiunea Vinnița, Ucraina, formată din satele Kabatnea și Vasîlivka (reședința).

## Demografie
Componența lingvistică a satului Vasîlivka
     Ucraineană (98,45%)
     Rusă (1,55%)
Conform recensământului din 2001, majoritatea populației satului Vasîlivka era vorbitoare de ucraineană (98,45%), existând în minoritate și vorbitori de rusă (1,55%).